# Wyspa Świętego Tomasza

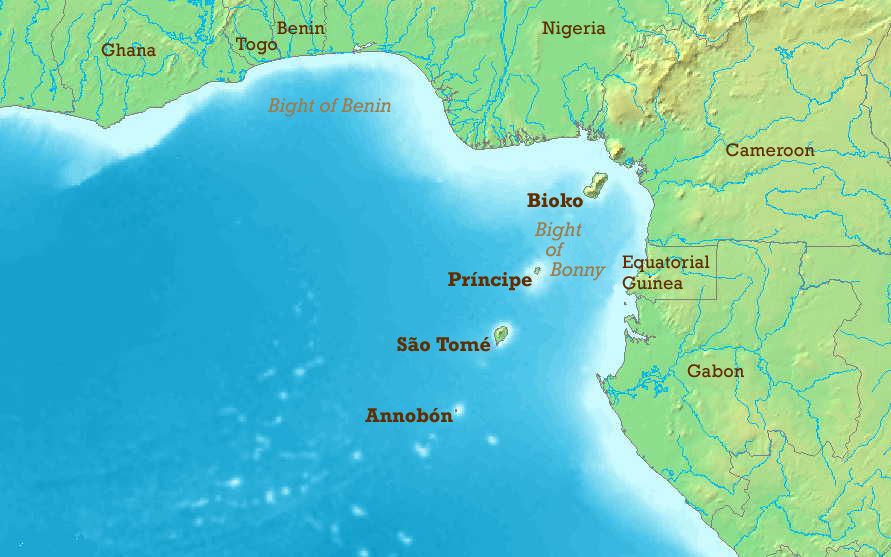
Położenie Wyspy Świętego Tomasza

Wyspa Świętego Tomasza (port. Ilha de São Tomé) – wyspa na Oceanie Atlantyckim, w Zatoce Gwinejskiej, największa wyspa Wysp Świętego Tomasza i Książęcej, zajmuje powierzchnię 859 km². Zamieszkuje ją 133,6 tys. osób (2004), czyli około 96% ludności całego kraju. 
W północno-wschodniej części Wyspy Świętego Tomasza znajduje się stolica kraju São Tomé. Inne ważne miejscowości na wyspie to: Santo Amaro, Santana, Neves (ważny port morski) i Trindade. 
Wnętrze wyspy jest górzyste, z najwyższym szczytem Pico de São Tomé wznoszącym się na wysokość 2024 m n.p.m., i porośnięte lasem (Park Narodowy Obo). Ważną rolę odgrywa rolnictwo, które uprawia się na północnym i wschodnim wybrzeżu. Są to głównie uprawy plantacyjne: kakaowiec, kawa, palma kokosowa i palma oleista. 
Niedawno odkryto na północ od wyspy złoża ropy naftowej pod dnem Zatoki Gwinejskiej, które mają być w niedalekiej przyszłości eksploatowane.[kiedy?]